# Cosaques pendant la Seconde Guerre mondiale
Pendant la Seconde Guerre mondiale, des Cosaques ayant survécu à la terreur rouge, aux famines soviétiques de 1921-1922 et de 1931-1933 ainsi qu’aux purges s’allièrent à la Wehrmacht sous le commandement du colonel allemand Helmuth von Pannwitz, qu’ils élurent hetman. Certains autres se distinguèrent aussi dans les rangs des bolcheviks et combattirent dans les régiments de cavalerie cosaque reconstitués par Staline en 1936 afin de faire face aux armées nazies. Les formations de cavalerie cosaques de l’Armée rouge sont dissoutes dès 1945 car le régime se méfiait de la cosaquerie, dont beaucoup de membres avaient combattu avec les Russes blancs durant la guerre civile russe et avaient fini au Goulag. Les milliers de cosaques ayant combattu au côté des Allemands ont été remis après-guerre par les Alliés occidentaux aux autorités soviétiques, sauf quelques dizaines qui s’étaient réfugiés au Liechtenstein, neutre. Parmi ceux qui devaient être remis aux Soviétiques, la plupart se suicidèrent en se mutinant et en attaquant leurs gardiens armés à mains nues, pour échapper à une mort cruelle dans les camps de Staline.

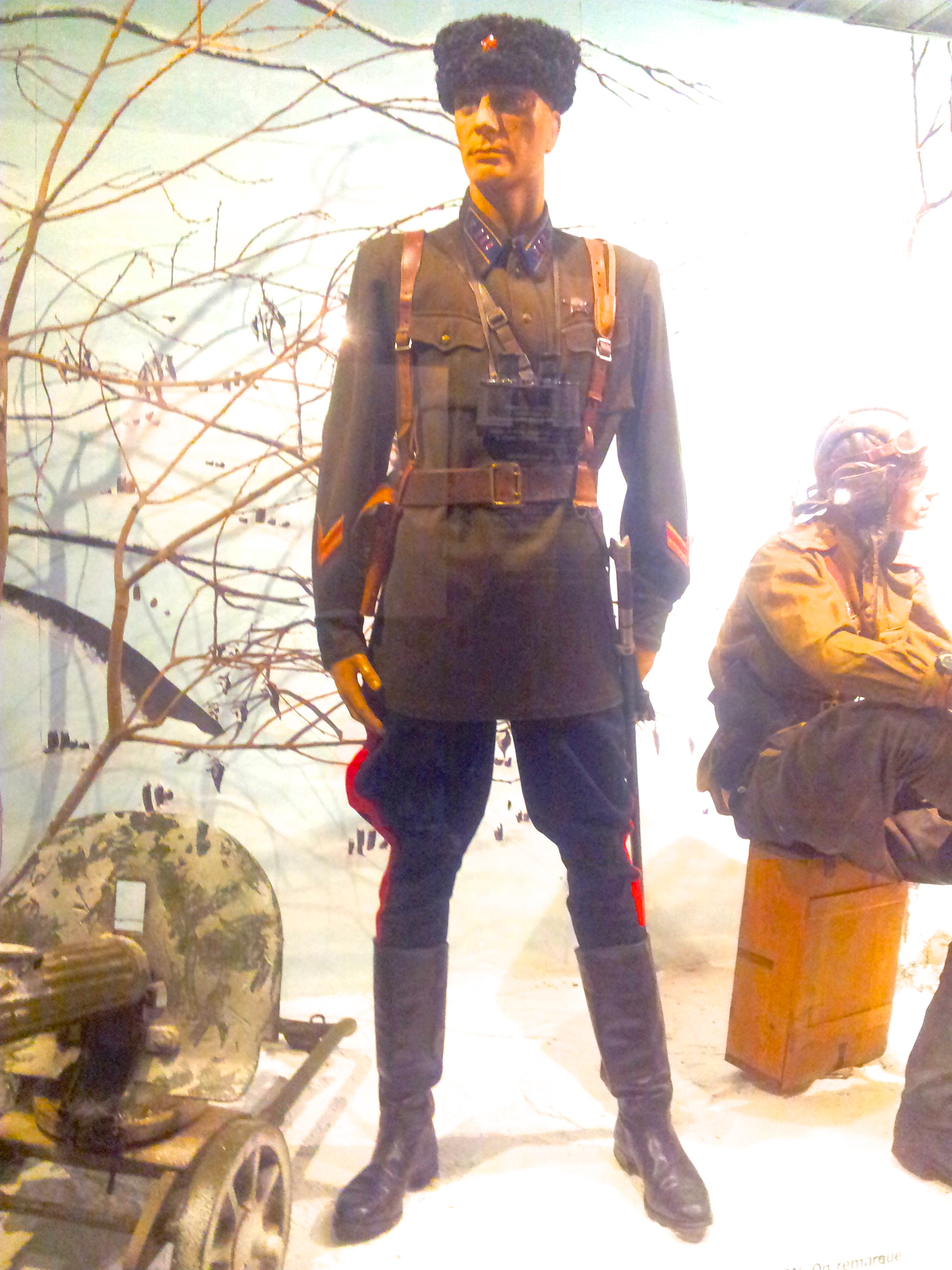
Officier des cosaques du Don avec un sabre traditionnel appelé Chachka durant la Seconde Guerre mondiale

## Situation des cosaques avant-guerre
Dans les années 1917 à 1921, l’armée blanche, qui défend les valeurs de la Russie tsariste face au bolchévisme, comporte un grand nombre de Cosaques. D’autres se rallient aux Bolcheviks, d’autres encore sont à dominante socialiste ou anarcho-communiste et tentent de créer des États cosaques indépendants (Grande armée du Don, République populaire du Kouban) qui, à la suite de la victoire bolchevique, sont anéantis sans avoir pu s’établir de façon durable.
Pour beaucoup de cosaques, la défaite des armées blanches inaugure une longue période de persécutions : la culture, le mode de vie, le fonctionnement et l’autonomie des territoires de l’ensemble des cosaques vont être anéantis par le collectivisme soviétique prévu dans le premier plan quinquennal (1928-1932).
Léon Trotski, dans son discours de fondation de l’Armée rouge, les dénonce indistinctement comme « suppôts du capitalisme et de la contre-révolution », et les intellectuels bolcheviks prônent leur « extermination ».
Les habitants des villages cosaques sont massivement déportés ; dans les années 1920, on n'y trouve plus d’habitants de plus de cinquante ans vivants. La campagne de dékoulakisation (en russe : раскулачивание) fait énormément de victimes parmi les populations cosaques qui disparaissent dans les goulags.
Plus de cent cinquante mille cosaques exilés se dispersent dans le monde, notamment en France (plusieurs dizaines de milliers en Corse), en Bulgarie et en Yougoslavie où ils deviennent cochers, bûcherons ou ouvriers agricoles, tandis que des groupes dissidents se forment dans des régions isolées de la Russie.

## Les cosaques dans l’Armée Rouge

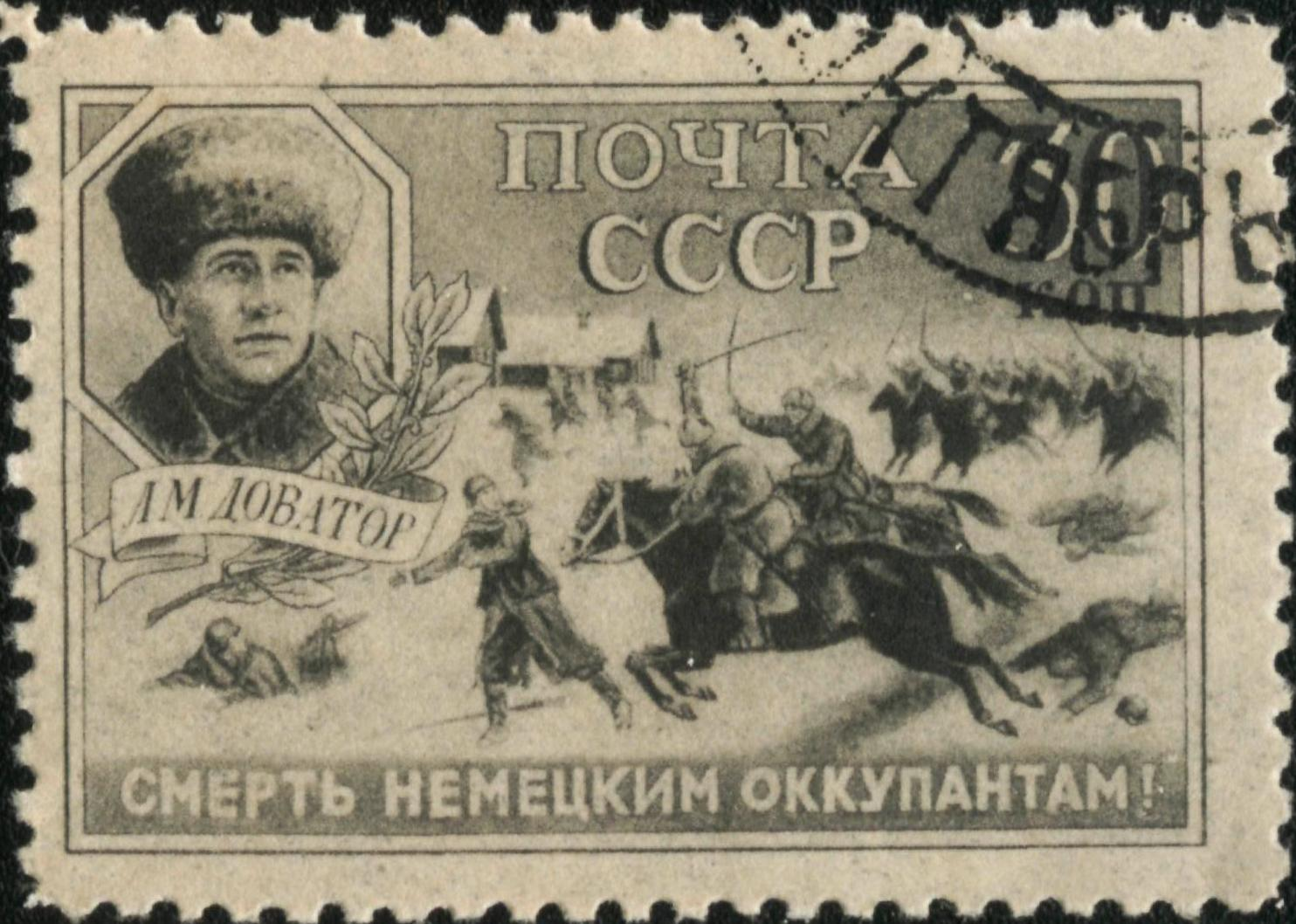
Timbre soviétique publié pendant la guerre représentant le major-général Lev Mikhaïlovitch Dovator et sa cavalerie cosaque. Le texte dit « Mort aux envahisseurs allemands ! »

Certains régiments cosaques avaient rallié l’Armée rouge dès sa création, mais avaient été ensuite dissous et répartis dans les unités de ligne ou dans les garde-frontières de l'Asie centrale et de l'extrême-orient. En 1936, Staline ordonne le rétablissement des grades dans l’Armée rouge et, dans la foulée, la recréation des régiments de cavalerie cosaque du Don, du Kouban et du Terek.
Lorsque la Wehrmacht envahit l’URSS en 1941, la plupart des cosaques de l’Armée rouge lui restent fidèles : ainsi, les Cosaques du 2d Corps de Cavalerie de Lev Dovator s’illustrent lors de la bataille de Moscou. Des unités de Cosaques du Kouban et du Terek s’opposent efficacement aux troupes du Generalfeldmarschall Ewald von Kleist pendant la bataille du Caucase de l’automne 1942. Enfin, les cosaques du Don et de la Volga constituant le 1er Corps de Cavalerie de la Garde s’illustreront lors des batailles du Dniepr (1943) , de Korsun (1944), lors de l’offensive de Lvov-Sandomir (1944) et de la marche sur Berlin.
Mais d’autres groupes d’ex-cosaques, apparentées ou descendant de ceux persécutés par le régime, se rallient sans hésiter aux forces de l’Axe, susceptibles de les libérer du régime soviétique, d’autant qu’ils doutent de la véracité de la propagande officielle qui, après avoir présenté l’Allemagne nazie en « alliée anticapitaliste du prolétariat » pendant le pacte germano-soviétique, change d’orientation à 180° après l’attaque hitlérienne. Les formations de cavalerie cosaques de l’Armée rouge seront dissoutes dès 1945.

## Les cosaques et les forces de l'Axe

### Le rapprochement des cosaques avec les forces de l'Axe

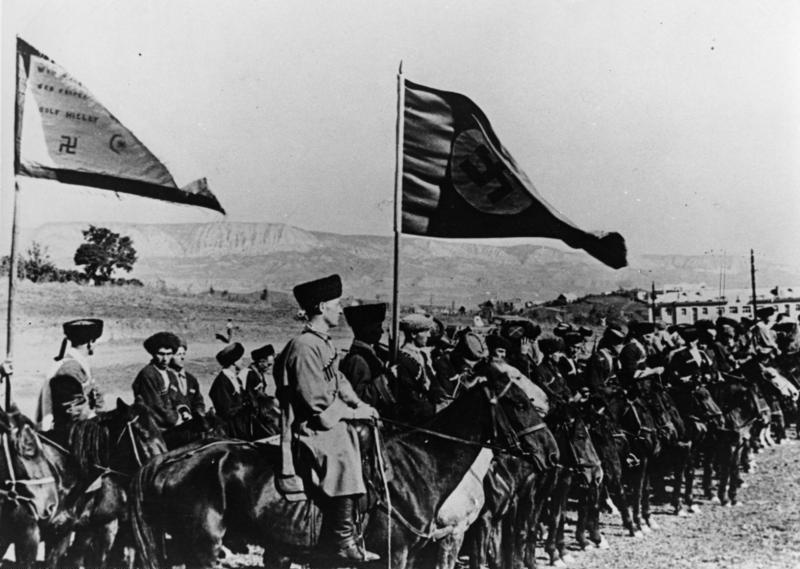
Cosaques sous la bannière de la croix gammée.

Privés de leurs libertés et de leurs terres, de nombreux cosaques espèrent retrouver au cours de ce conflit leurs valeurs et leur autonomie. Lorsque les Allemands pénètrent dans les territoires soviétiques, une partie des populations persécutées par le régime communiste considère les nazis comme des libérateurs. Certains généraux de l’armée rouge projettent de s’unir aux Allemands pour combattre le bolchevisme.

### La défection du436erégimentd’infanterie
Ivan Nikititch Kononov est le premier chef cosaque qui va se rapprocher des Allemands. Parce qu’ils étaient d’origine bourgeoise, son père et sa mère avaient été exécutés par les communistes en 1918. Cachant ces origines « malsaines », il trouve une relative sécurité dans l’Armée rouge où il parvient à échapper aux Grandes Purges qui en déciment les officiers. Mais une fois sur le front, face à l’incurie soviétique désastreuse devant l’avancée allemande, il fait part à ses officiers de sa volonté de contacter les armées allemandes en août 1941. L’émissaire qu’il envoie auprès des Allemands revient avec une réponse positive. C’est alors qu’il propose à ses soldats de le suivre ou de rester dans l’armée de Staline : c’est l’intégralité du 436e régiment d'infanterie avec tous ses officiers qui traverse le front.
Adolf Hitler et son état-major, persuadés que les Slaves sont des « sous-hommes », n’avaient aucune confiance dans ces troupes de « déserteurs » qu’ils préfèreraient laisser mourir d’inanition dans les camps au même titre que les prisonniers soviétiques de guerre. Ce n’est pas sans difficulté que le général allemand Max von Schenckendorff parvient à les convaincre d’attribuer à Kononov des missions anti-partisans à l’arrière du groupe d'armées Centre. En décembre 1941, une lettre de Berlin, signée par le général cosaque Piotr Nikolaievitch Krasnov, un ancien héros de la guerre civile, fait part, au nom de tous les officiers cosaques expatriés, du grand espoir que suscite l’engagement de Kononov.

### Le Troisième Reich, «défenseur de la nation cosaque»

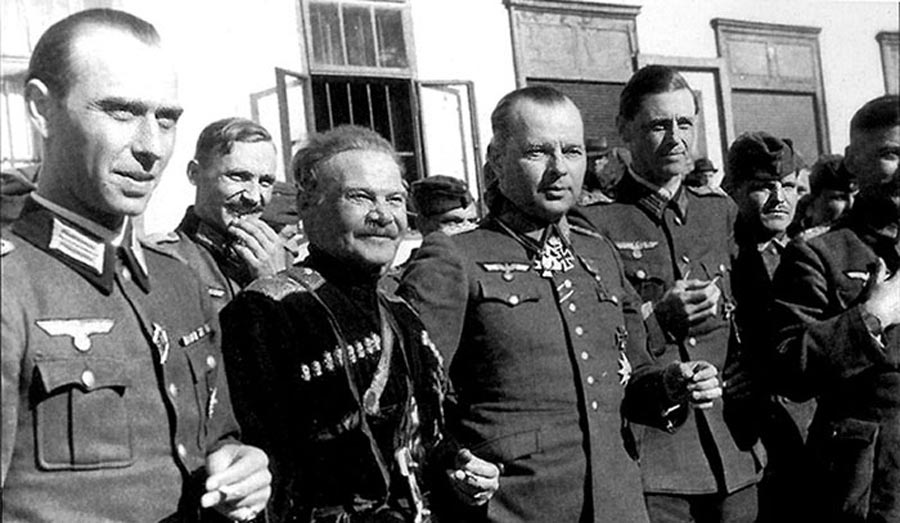
Le général cosaque Andreï Chkouro et Helmuth von Pannwitz.

Au cours de l’été 1942, les Allemands pénètrent dans les terres cosaques dont les habitants se rallient aux troupes de Hitler pour combattre les forces de Staline. Le colonel Koulakov, blessé en 1918, amputé des deux jambes et que tout le monde croyait mort (en fait il se cachait dans une cave) réapparaît et déclenche une grande vague de ralliement.
En 1942, renouant avec leurs traditions, les Cosaques de Novotcherkassk élisent ataman le cosaque Sergueï Pavlov, en révolte contre les Soviétiques. Les premiers escadrons de cavalerie cosaque pro-allemands voient le jour et se voient confier différentes missions.
Ayant une grande connaissance de la culture cosaque, le colonel allemand Helmuth von Pannwitz se rend en septembre 1942 sur les terres cosaques pour organiser l’intégration de troupes non allemandes dans la Wehrmacht et pour créer une Division cosaque. Après un début de collaboration laborieuse, il sera conquis par l’efficacité et la combativité cosaque. À la suite du succès de ses hommes, Kononov est promu oberstleutnant à l’automne 1942.
Dans le Kouban, alors aux mains des nazis, un district semi-autonome est créé en octobre 1942. Hitler est reconnu « défenseur de la nation cosaque ».
Un régiment indépendant de cosaques du Don est créé. Les effectifs grossissant, de nombreux autres régiments verront alors le jour d’autant plus que de nombreux prisonniers russes d’origine cosaque les intègrent.
Avec l’avancée de l’armée rouge début 1943, la population cosaque fuit et se fait escorter par des unités créées par Pavlov.

### La création de la1reDivision Cosaque

Insigne de la 1re Division Cosaque

La 1re Division Cosaque se voit attribuer un centre d’instruction près de Varsovie, à Mielau en avril 1943. De nouveaux cosaques expatriés en France, en Croatie et en Serbie rejoignent la Division. Pannwitz est conscient que les cosaques tiennent à leur tradition et leur langue. Les ordres sont donnés autant que possible en russe et la tenue traditionnelle cosaque est portée pour les grandes occasions. Les gardes du commandeur la portent aussi. L’armement et les grades sont un mélange de l’armée russe et allemande. L’instruction de cette première Division Cosaque se termine en septembre 1943.
Composition de la 1re Division de cosaques  :
1re Brigade:
- 1er Régiment : Cosaques du Don (Don-Kosaken Reiter-Regiment 1)
- 2e Régiment : Cosaques de Sibérie (Sibirisches Kosaken-Reiter-Reigment 2)
- 4e Régiment : Cosaques de Kuban (Kuban-Kosaken-Reiter-Regiment 4)

2e brigade:
- 3e Régiment : Cosaques de Kuban (Kuban-Kosaken-Reiter-Regiment 3)
- 5e Régiment : Cosaques du Don (Don-Kosaken-Regiment 5)
- 6e Régiment : Cosaques de Terek (Terek-Kosaken-Regiment 6)

(Chaque régiment comprend 2 000 hommes dont 160 Allemands)

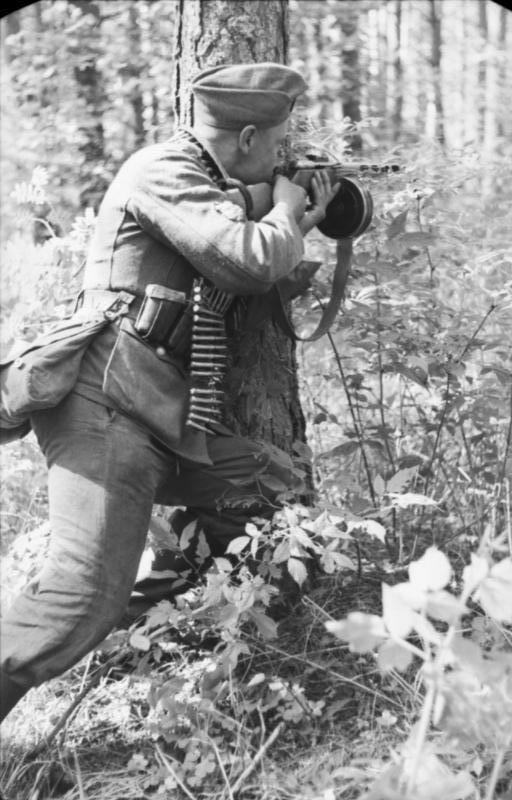
Soldat de la 1re division cosaque armé d'un pistolet-mitrailleur russe PPSh-41.

Bataillon d'artillerie montée du Kouban
Bataillon d'artillerie montée du Don
Escadron anti-char
Bataillon de génie
Unités de soutien
Compagnie de reconnaissance
(composée uniquement d'Allemands)
Régiment de réserve et d'entrainement
(contient notamment des orphelins cosaques)

### Les premières missions anti-partisans
La première division de cosaques est envoyée en Yougoslavie pour la lutte anti-partisans.
En octobre 1943, les 2 brigades qui stationnent en Serbie du côté de Belgrade participent à une opération d’envergure dans la région de la Fruška gora. Les partisans, suivant leur tactique de guérilla et fuyant le combat, les résultats de l'opération ne sont pas à la hauteur des attentes.
Une 2e opération guère plus satisfaisante est lancée dans le secteur de Mitrovica. Des manquements à la discipline sont observés et même des actes de violence à l’encontre de civils, ce qui déplaît fortement aux autorités allemandes.
Très vite, mi-octobre 1943, la Division est transférée en Croatie avec pour mission la protection de la ligne de chemin de fer Zagreb-Belgrade. Cette fois, en patrouillant par petits détachements le long de la ligne de chemin de fer, les résultats obtenus sont bons et des incursions ont même lieu dans les territoires tenus par les partisans.
Fin novembre 1943, les 2 brigades sont séparées. La 1re Brigade (von Wolff) relève la Division SS Nordland et la 5e Panzerdivision SS Wiking au Sud Est de Zagreb. Ils arrivent à reconquérir la région de Glina alors aux mains des partisans. La 2e brigade (Wagner) se retrouve au nord de Zenica dans les montagnes bosniaques, elle a pour mission de contrôler les voies de communications en direction de Sarajevo. Ici aussi, les partisans sont harcelés. Mi-janvier 1944, la 2e brigade rejoint la 1re. La Division Cosaque sécurise le secteur par diverses opérations jusqu’à la mi-août 1944.
Fin septembre-début octobre 1944, les hommes de la 2e brigade opèrent en Bosnie et dégagent une unité de l'Oustacha encerclée dans la ville de Banja Luka. Des unités collaborent avec des résistants serbes non-communistes, les fameux Tchetniks du colonel Draza Mihaïlovitch. Au même moment, la 1re brigade intervient dans le nord de la Croatie.

### La création du15ecorpsSS de cavalerie cosaque
Le 26 août 1944, Helmuth von Pannwitz et Schultz retrouvent Himmler dans son train spécial en Prusse orientale. Himmler souhaite la création d’un corps de cavalerie cosaque et son intégration à la Waffen-SS. Pannwitz sait que le passage à la Waffen-SS permettra à ses troupes une meilleure dotation en armes et pose des réserves. Un compromis est trouvé. Les cosaques ne seront pas individuellement membres de la Waffen-SS mais c’est l’ensemble du corps qui y sera administrativement attaché. Concrètement, seul Pannwitz sera promu SS-Gruppenfuhrer mais il ne portera jamais l’uniforme SS.
Le 4 novembre 1944, le XIV. SS-Kosaken-Kavalerie-Korps prend forme. Il prendra dès février 1945 le numéro XIV. Pannwitz recevra un important matériel anti-char, canons et artillerie de campagne.

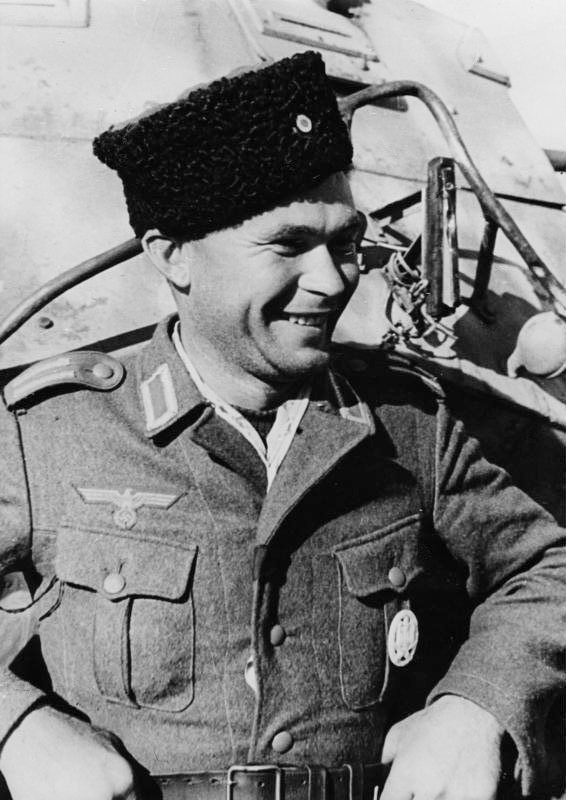
Un cosaque sous l'uniforme de la Wehrmacht.

#### Composition du15ecorpsSS de cavalerie cosaque(XV. SS-Kosaken-Kavalerie-Korps)
- 1re division cosaque
  - 1er régiment cosaque du Don
  - 2e régiment cosaque de Sibérie
  - 4e régiment cosaque du Kouban
  - 1er régiment cosaque d’artillerie
- 2e division cosaque
  - 3e régiment cosaque du Kouban
  - 5e régiment cosaque du Don
  - 6e régiment cosaque du Terek
  - 2e régiment cosaque d’artillerie
- Brigade d’infanterie (« Plastun brigade »)
  - 7e régiment d’infanterie
  - 8e régiment d’infanterie
  - Bataillon de reconnaissance
- Bataillon de communication
- Bataillon spécial de reconnaissance
- Bataillon de sapeurs

Unités annexes :
- la Kosaken-Abt 213 : Secteur sud du front de l'est
- la Kosaken-Abt 443 : Pologne puis sur l'Oder en Allemagne
- la Kosaken-Abt 570 : Nord de la France
- la Kosaken-Abt 624 : France, secteur Arcachon/Hendaye puis Normandie
- la Kosaken-Abt 625 : France, région de Dax
- Quatre « Plastun Regiment » (2 du Don, 1 Terek et 1 un Kouban)
- Une formation de cavalerie
- Un régiment de réserve
- Un escadron d'escorte
- La Kosaken Reiter Front-Abteilung : Basé en Ukraine

### Accrochages avec l'Armée rouge
En décembre 1944 ont lieu des combats avec les premiers éléments de l'Armée rouge du général Fiodor Tolboukhine qui fait jonction avec des unités de partisans vers Kropivnica, dans la vallée de la Drave.
Fin décembre 1944, près du village de Pitomača, sur la rive gauche de la Drave, des unités allemandes et croates attaquent une tête de pont de la 133e Division d'infanterie soviétique « Staline » renforcé d'éléments titistes et d'unités de l'armée bulgare, soit 18 000 hommes en tout. Après un premier échec, Kononov prend le relais et subit à son tour un premier revers dû à de solides positions soviétiques elles-mêmes protégées par une artillerie puissante. Kononov, qui de sa voiture blindée a observé la situation, organise alors une autre opération en 2 temps.
« Sachant d'avance que son artillerie et les quelques chars dont ils dispose seront insuffisants pour faire taire les canons ennemis, il convoque le Hauptmann Orlov et lui donne l'ordre d'organiser un raid afin de détruire la batterie. À la tête d'un escadron, Orlov se glisse sur les arrières soviétiques sans se faire voir. À la suite d'un furieux corps à corps, il parvient jusqu'à la position d'artillerie et détruit tous les canons ».

## La fin de la guerre
En 1943 et 1944, la guerre commençant à mal tourner pour les forces de l'Axe, 40 000 à 60 000 Cosaques ayant collaboré avec les Nazis se réfugient dans la région du Frioul, en Italie (plus particulièrement en Carnie), où Hitler leur avait promis la création d'un état cosaque indépendant : le Kosakenland von italienischen Krain.

### Les cosaques en Carnie
En été 1944, le Führer alloua donc le territoire entier de la Carnie, au-delà d’une partie du Haut Frioul (Trasaghis, Buja, Majano, Bordano) à deux divisions russes, une cosaque commandées par Piotr Krasnov, et une caucasienne, déjà impliquées dans les opérations contre la Pologne.

Localisation de la région de Carnie en Italie

Avec la défaite de la République partisane de Carnie, les Cosaques arrivèrent au Frioul en août 1944. Initialement au nombre de 20 000, ils atteignirent les 40 000 le printemps suivant (la population locale était alors de 60 000 personnes) ; à leur suite, ils amenèrent leurs propres familles, les chariots, leurs ustensiles et 6 000 chevaux.
Pour les gens de la Carnie, sympathisants de la résistance communiste italienne, l’occupation cosaque représentera un martyre, aujourd’hui encore bien vivant dans la mémoire des anciens : certaines familles furent chassées de leur demeure pour laisser la place aux nouveaux arrivants, d’autres furent contraintes à cohabiter avec des personnes avec lesquelles ils ne partageaient ni langue, ni religion, ni convictions politiques, ni coutumes.
Très nombreux furent les actes de violence perpétrés envers la population, parmi lesquels les plus marquants sont sans aucun doute l’expulsion des habitants d’Alesso, Bordano et Trasaghis, les saccages de Cadunea, Cedarchis, Invillino, Sutrio et Illegio. À Imponzo, le prêtre don Giuseppe Treppo (médaille d’or de la valeur civile) fut tué pour avoir tenté de sauver deux jeunes femmes d’un viol.
Toutefois, des cas de coexistence pacifique eurent aussi lieu et, à la suite de cette période, on enregistra aussi quelques mariages entre des femmes de la Carnie et des ex-soldats cosaques (plusieurs, en fait, avaient déserté de leurs unités pour passer chez les partisans).
En Carnie furent constituées en tout 44 garnisons cosaques, dont le siège était à Verzegnis, où se trouvait le commandement du régiment Terek-Stavropol, et d’où elles se répartirent dans chaque vallée de Sappada à Raveo à Ravascletto. L’occupation dura jusqu’à mai 1945 quand les Cosaques, face à l’avancée alliée, perdirent l’espoir d’avoir la Carnie pour eux comme le leur avaient promis les Allemands. Alors que les Alliés avancent vers l’Italie du Nord et contournent la ligne gothique, les nombreux Cosaques établis dans cette région prennent la fuite vers l’Autriche. Ils partent donc en colonne sur les routes de montagne avec chariots et chevaux et, à travers le col alpin Passo di Monte Croce Carnico rejoignent l’Autriche, où un destin tragique les attend : à la suite de l’accord sur la restitution des « collaborateurs » soviétiques à l’URSS signé à la conférence de Yalta par les forces alliées, tous les citoyens soviétiques trouvés en Europe, dont les Cosaques, devaient être remis de gré ou de force aux autorités soviétiques. Réunis dans la vallée du Gail, les Cosaques seront remis aux Britanniques qui les livreront à Staline, mais le sort des survivants ne sera pas pire que celui des simples prisonniers de guerre encore en vie, ou des travailleurs forcés en Allemagne ou sur le mur de l'Atlantique : tous indistinctement furent considérés comme « traîtres à la patrie soviétique ».

### Le massacre des Cosaques de Lienz

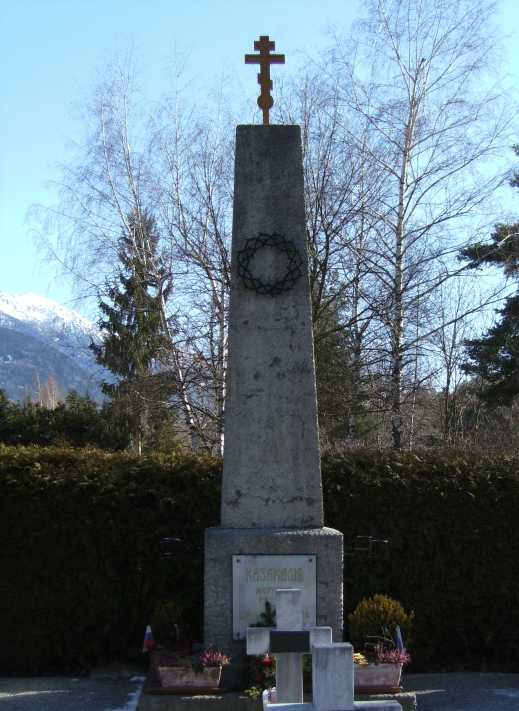
Le mémorial des cosaques de Peggetz

Le 28 mai 1945, les Britanniques arrivent à Lienz et arrêtent 2 046 officiers cosaques qui sont envoyés en Union soviétique où ils seront jugés pour collaboration avec les nazis et pour crimes de guerre commis en URSS entre 1942 et 1944 : la plupart de ces officiers furent fusillés, et pour tous les autres, femmes et enfants compris, ce fut la déportation au Goulag. Refusant de tomber aux mains des tortionnaires du NKVD, certaines familles préfèrent se suicider ; parfois des groupes entiers optent pour le suicide collectif : en mai 1945, avec leurs chevaux et familles, ils seront nombreux à se jeter en masse dans les eaux de la Drava, mourant noyés.
Le 1er juin, plus de 40 000 Cosaques (y compris des femmes et des enfants) sont déportés par wagons à bestiaux vers l’Union Soviétique. Une mutinerie éclate et l’armée britannique massacre près de 700 Cosaques, y compris femmes et enfants.
Ce drame est connu sous le nom de « Tragédie de la Drau » ou « Massacre des Cosaques de Lienz » ou  Massacre de Peggetz. Un grand nombre de Cosaques sera également exécuté dans la zone d'occupation soviétique de l'Autriche.
Un mémorial des Cosaques massacrés par l'armée britannique se trouve au lieu-dit Peggetz.
Les hommes de troupe et les civils, condamnés à huit ans de travaux forcés, seront dispersés dans les camps du Goulag. Les officiers de l'encadrement allemand seront condamnés uniformément à vingt-cinq ans de travaux forcés : la plupart mourront en captivité.
En 1947, les généraux Piotr Krasnov, Andreï Chkouro, Timofeï Domanov, Sultan Ghirey-Keletch, Simon Krasnov et Helmuth von Pannwitz (qui, en tant que dernier commandant de la 1re Division Cosaque, voulait partager le sort de ses hommes et s'était livré volontairement aux Soviétiques) sont envoyés à l'échafaud par les autorités soviétiques après vingt mois de captivité, une longue instruction et un procès-éclair. Ivan Kononov, bien que traqué par le KGB, sera le seul général russe allié de la Wehrmacht à échapper (peut être…) à la vengeance de Staline contre les traîtres au régime.

### Articles
- Georges Bernage et Guy Lalanne, Ostruppen, in 39/45 Magazine no 8, Éditions Heimdal, 1985
- Eric Lefevre, Les cosaques du Terek, in Hommes de Guerre no 16, Éditions Histoire & Collections, 1989